# Can Maxim Mutaf
Can Maxim Mutaf (Istanbul, 9 gennaio 1991) è un cestista turco.

## Carriera
Con la Turchia ha disputato i Giochi del Mediterraneo di Mersin 2013.

## Palmarès
- Campionato turco: 3

Fenerbahçe Ülker: 2006-07, 2009-10, 2010-11
- Coppa di Turchia: 2

Fenerbahçe Ülker: 2009-10, 2010-11